# Sînarna, Orativ
Sînarna (în ucraineană Синарна) este un sat în comuna Strîjakiv din raionul Orativ, regiunea Vinnița, Ucraina.

## Demografie
Componența lingvistică a localității Sînarna
     Ucraineană (99,7%)
     Alte limbi (0,3%)
Conform recensământului din 2001, majoritatea populației localității Sînarna era vorbitoare de ucraineană (99,7%), existând în minoritate și vorbitori de alte limbi.